# 807
807(팔백칠)은 806보다 크고 808보다 작은 자연수다.

## 수학
- 합성수로, 그 약수는 1, 3, 269, 807이다. 진약수의 합은 273이므로, 807은 부족수다.
- {\displaystyle 82^{4}-1}은 807로 나누어떨어진다.

## 과학
- NGC 807(영어판): 삼각형자리 방향에 있는 타원은하.
- 807 체라스키아(영어판): 소행성.

## 교통
- 수도권 전철 8호선 구리역의 역번호.

## 군사
- 807 해군 항공대(영어판): 과거 존재한 영국의 해군 항공대.

## 문화유산
- 대한민국의 보물 제807호: 백자 상감모란문 병

## 기타
- 날짜: 8월 7일
- 연도: 807년, 기원전 807년